# 阿斯忒里亚鸟属
阿斯忒里亚鸟（学名：Asteriornis，意为阿斯忒里亚的鸟）又译奇迹鸡（源自英文昵称Wonderchicken）、星辰鸟，是一种发现于比利时的晚白垩纪鸟类。阿斯忒里亚鸟属下有且仅有一个物种，即馬斯垂克阿斯忒里亚鸟（学名：Asteriornis maastrichtensis）。这一物种与现存的雞雁小綱鸟类有着较近的亲缘关系。阿斯忒里亚鸟是一种体型小巧，后肢较长的鸟类，体重约为394克，与诸如鱼鸟之类更“原始”的鸟类共存与海岸线附近。阿斯忒里亚鸟是目前已知最早的，确切属于新鸟亚纲这一包含所有现代鸟类的类群的鸟类。 这一物种同时有着鸡形目和雁形目鸟类的特征，说明这种鸟类可能会是两者的最后共同祖先。
阿斯忒里亚鸟的存在或许说明了为何新鸟亚纲是唯一在白垩纪﹣古近纪灭绝事件中幸存的恐龙类群。这一物种与鱼鸟等传统中生代鸟类的共存说明了竞争并不是非新鸟类恐龙灭绝的主要原因，非新鸟类鸟类在大多数方面与现代鸟类相似，但最终还是与其他非鸟恐龙一同灭绝了。较小的体型，地栖的生活和广泛的食谱都是早期新鸟拥有的品质，这可能就是新鸟亚纲在大灭绝中幸存并在新生代迅速复兴的原因。阿斯忒里亚鸟的存在反驳了现存鸟类起源于南半球的假说，其存在说明在中生代，现代鸟类可能已经广泛的分布在了北半球的陆块上。

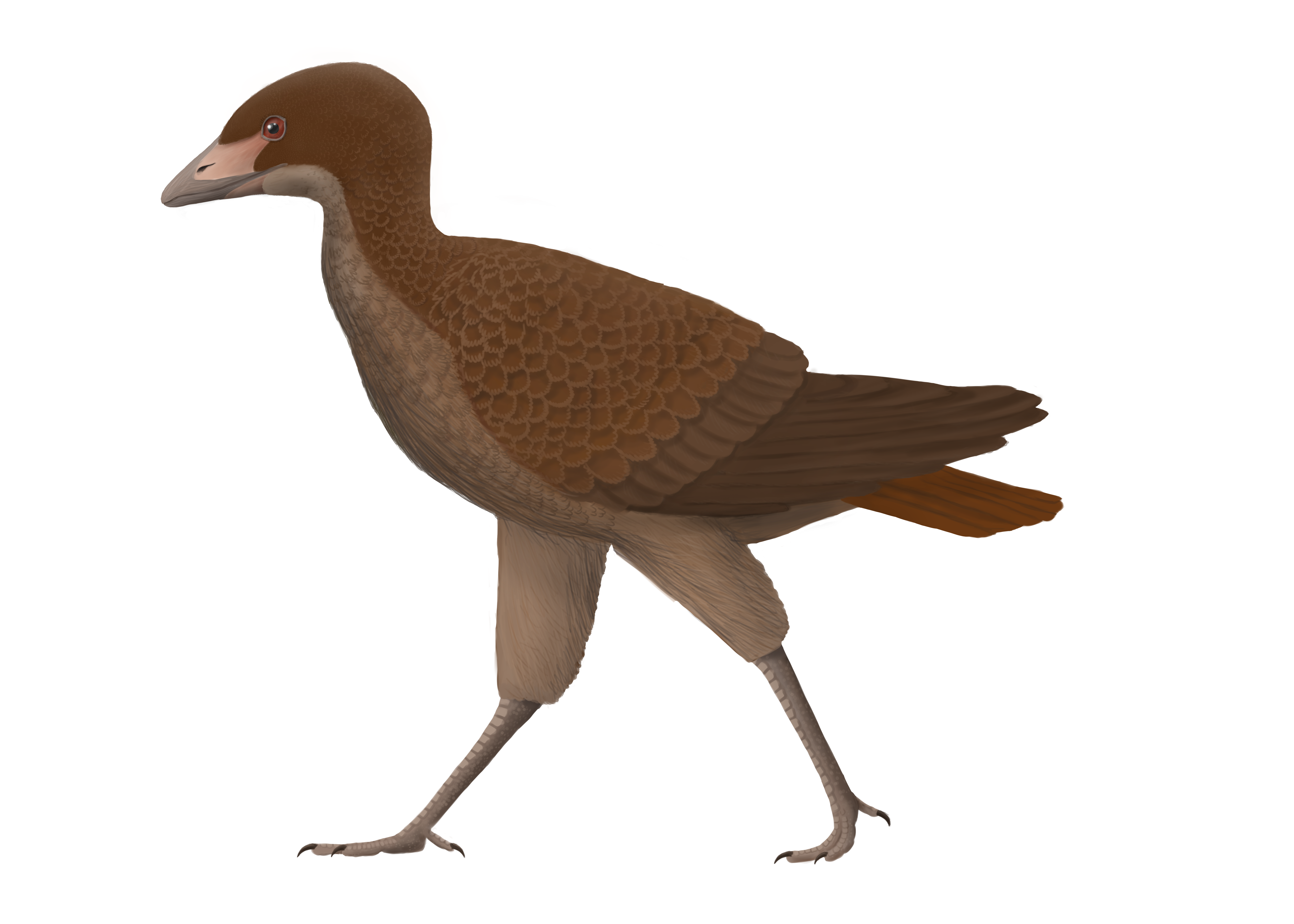
阿斯忒里亚鸟的复原图